# Jason Gideon
Jason Gideon is een personage in de televisieserie Criminal Minds en wordt gespeeld door Mandy Patinkin.
Gideon is de beste profiler van de FBI's Analytische Gedragseenheid. Hij hielp Derek Morgan en Spencer Reid bij hun nachtmerries. Voorafgaand aan de gebeurtenissen in de serie had hij last van een "zenuwinzinking" nadat hij zes mannen in een loods met een bom erin stuurde. Alle zes agenten werden gedood, en hij werd zwaar bekritiseerd over de gebeurtenis. Gideon is ook goed op het schaakbord, hij verslaat Reid geregeld, hoewel Reid hoogintelligent is.

## Uit de serie
Aan het einde van seizoen 2/begin seizoen 3, verlaat Gideon de serie nadat zijn collegevriendin koelbloedig vermoord is door een moordenaar. Hij hoopt op een happy end voor hemzelf, en gaat reizen. Dat hij het goed kon vinden met dr. Reid, is bijvoorbeeld te zien in de aflevering als Gideon Reid een brief schrijft over het feit waarom hij wegging.